# Marua spinosa
Marua spinosa is een hooiwagen uit de familie Assamiidae.